# Sinop (provins)

Karta över Turkiet med Sinop markerat.

Sinop är en provins i den norra delen av Turkiet. Den har totalt 225 574 invånare (2000) och en areal på 5 858 km². Provinshuvudstad är Sinop.